# Berthe Bovy

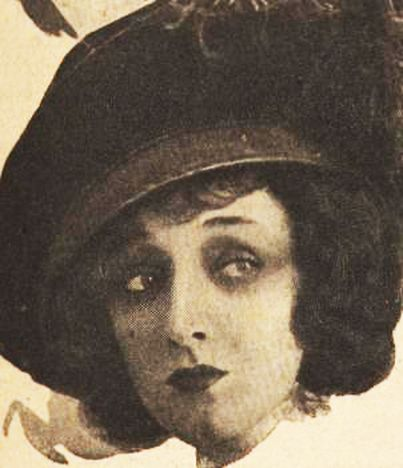
Berthe Bovy in 1917

Berthe Marguerite Jeanne Bovy (Cheratte, 6 januari 1887 - Montgeron (Frankrijk), 26 februari 1977) was een Belgisch actrice. Het grootste deel van haar carrière was ze verbonden aan de befaamde Comédie-Française te Parijs.

## Levensloop

### Afkomst en opleiding
Zij was een dochter van journalist, dichter en toneelschrijver Théophile Bovy die vooral bekend werd als tekstschrijver van het officiële Waalse volkslied Le Chant des Wallons. Hij zorgde ervoor dat zijn dochter al op zesjarige leeftijd kleine rollen speelde in de Luikse theaters.
Toen ze dertien jaar was, regelde haar vader via zijn vriend, de componist Reynaldo Hahn, een persoonlijke kennismaking met haar idool Sarah Bernhardt. Na de ontmoeting besliste Bovy om zich in te schrijven aan het Koninklijk Conservatorium in Brussel waar ze in de klas van Jeanne Tordeur, een voormalig actrice van de Comédie-Française, zat. Van 1904 tot 1906 studeerde ze verder aan het Conservatorium van Parijs waar ze les volgde in de klas van Charles Le Bargy.

### Toneelcarrière
Na enkele kleinere rollen gespeeld te hebben in het Théâtre de la Gaîté en het Théâtre de la Porte Saint-Martin, speelde ze aan de zijde van Sarah Bernhardt in het stuk L'Aiglon van Edmond Rostand. Op 1 april 1907 kwam ze in dienst van de Comédie-Française en ze debuteerde er op 13 mei met een kleine rol in het stuk Monsieur Alphonse van Alexandre Dumas fils. Een eerste hoofdrol kreeg ze in Le Baiser, een opéra comique van Adolphe Deslandres, waarin zij de rol van travestiet op zich nam. Haar doorbraak als toneelspeelster kwam kort daarna in La cousine Bette van Honoré de Balzac.
Op 1 januari 1920 werd ze effectief lid van de Comédie-Française. Het jaar daarop oogstte ze veel succes met het stuk La Terre waarmee ze op tournee getrokken was. Aan de Comédie-Française creëerde ze verscheidene rollen in stukken van onder meer Maurice Maeterlinck, Tristan Bernard en Luigi Pirandello en speelde ze samen met onder meer Madeleine Renaud en Fernand Ledoux. Veel succes had ze in het drama La Voix humaine van Jean Cocteau waarin ze de rol op zich neemt van een vrouw die aan de telefoon voor de laatste maal met haar geliefde spreekt die ze net verlaten had.
Omdat ze tijdens de Tweede Wereldoorlog in 1942 weigerde deel te nemen aan een tournee door Duitsland diende ze de Comédie-Française te verlaten. Bovy speelde in boulevardtheaterstukken zoals Arsenic et Vieilles Dentelles van Joseph Kesselring en creëerde voor het eerst de rol van een waardige oudere, levenslustige dame. Nadat ze in 1946 in haar eer werd hersteld en werd toegelaten tot het erelidmaatschap, ging ze er in 1950 terug aan de slag. Zij speelde nog tot 1963 rollen in stukken van onder meer André Gide. Haar laatste stuk voor het befaamde toneelhuis speelde ze in 1963 in Maria Stuart van Friedrich von Schiller.
Met de rol van Madame Pernelle in het stuk Tartuffe van Molière nam ze in 1967 op tachtigjarige leeftijd afscheid van het toneel.

### Films en televisie
Bovy speelde rollen in een honderdtal stomme films. In 1908 speelde ze de rol van page in de Film d'Art-productie L'Assassinat du Duc de Guise, een van de eerste bekende Franse films. Een eerste hoofdrol, die van koningin Margaretha van Valois kreeg ze in 1910 in La reine Margot van Camille de Morlhon. Tussen 1938 en 1971 speelde ze eveneens in een twintigtal gesproken films en werkte ze samen met regisseurs zoals Julien Duvivier en Christian-Jaque. In L'Armoire volante speelde Bovy aan de zijde van Fernandel. Zij speelde in de jaren 1960 eveneens enkele rollen in toneelstukken en series op televisie.

### Huwelijken en overlijden
Berthe Bovy was driemaal gehuwd: een eerste maal met Charles Gribouval, secretaris van de Comédie-Française, een tweede maal met een tekenaar en in 1929 huwde ze met de acteur Pierre Fresnay, waarmee ze reeds had samengespeeld en die daarna vooral bekend werd vanwege zijn hoofdrol in La Grande Illusion van Jean Renoir. Ook dit laatste huwelijk eindigde met een scheiding.
In 1977 stierf ze op 90-jarige leeftijd in het dorpje Montgeron in het departement Essonne waar ze was gaan wonen in haar laatste levensjaren. Bovy ligt begraven op de begraafplaats van Sainte-Walburge te Luik.